# Gente di notte
Gente di notte (Night People) è un film del 1954 diretto da Nunnally Johnson.